# Stelle principali della costellazione della Bussola
Segue un prospetto delle stelle principali della costellazione della Bussola, elencate per magnitudine decrescente.